# اندريا ميلر
اندريا ميلر (بالإنجليزية: Andrea Hams) (و. 1982  م) هي منافسة ألعاب القوى، ورباعة نيوزلندية، شاركت في دورة ألعاب الكومنولث 2010.

## روابط خارجية
- اندريا ميلر على موقع الاتحاد الدولي لألعاب القوى (الإنجليزية)
- اندريا ميلر على موقع الدوري الماسي (الإنجليزية)
- اندريا ميلر على موقع الاتحاد الدولي (الإنجليزية)
- اندريا ميلر على موقع الاتحاد الدولي (الإنجليزية)
- اندريا ميلر على موقع اللجنة الأولمبية النيوزيلندية (الإنجليزية)